# قاعدة نفاطيم الجوية
قاعدة نفاطيم الجوية (بالعبرية: בסיס חיל-האוויר נבטים) (بالإنجليزية: Nevatim Israeli Air Force Base) أو قاعدة القوات الجوية 28 (بالعبرية: בח"א 28) (بالإنجليزية: Air Force Base 28) هي قاعدة ومطار دولي عسكري إسرائيلي، تقع في بئر السبع.

## صور

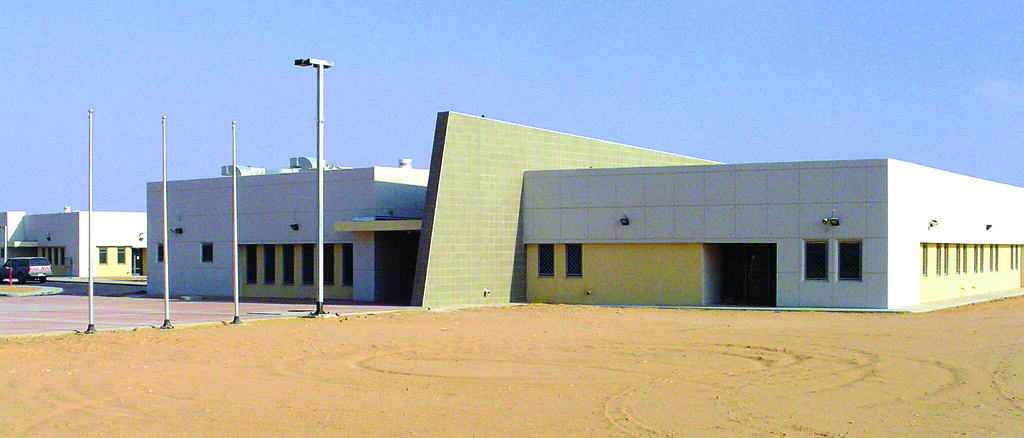
من مباني القاعدة
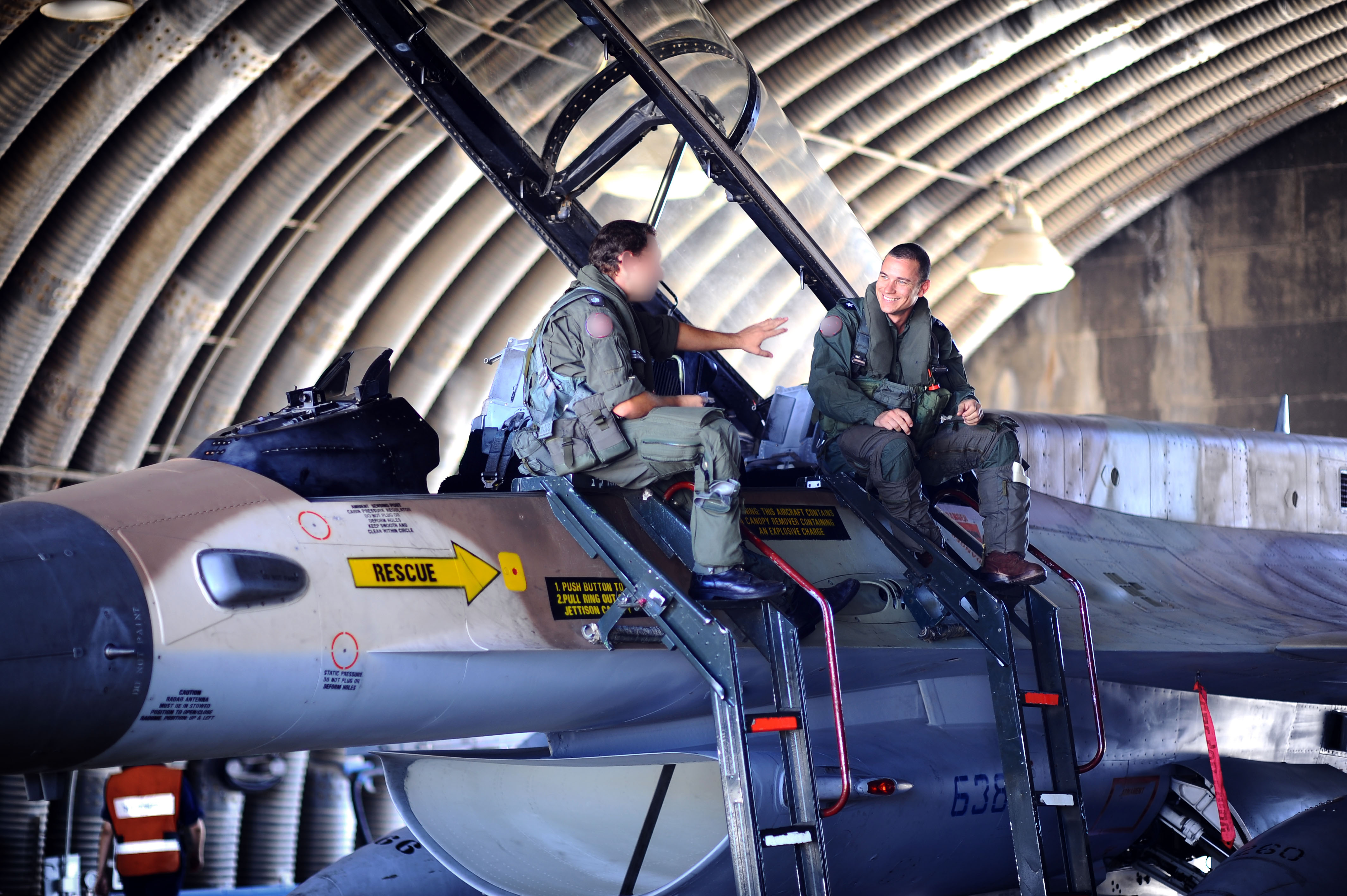
طيارون إسرائيليون في القاعدة
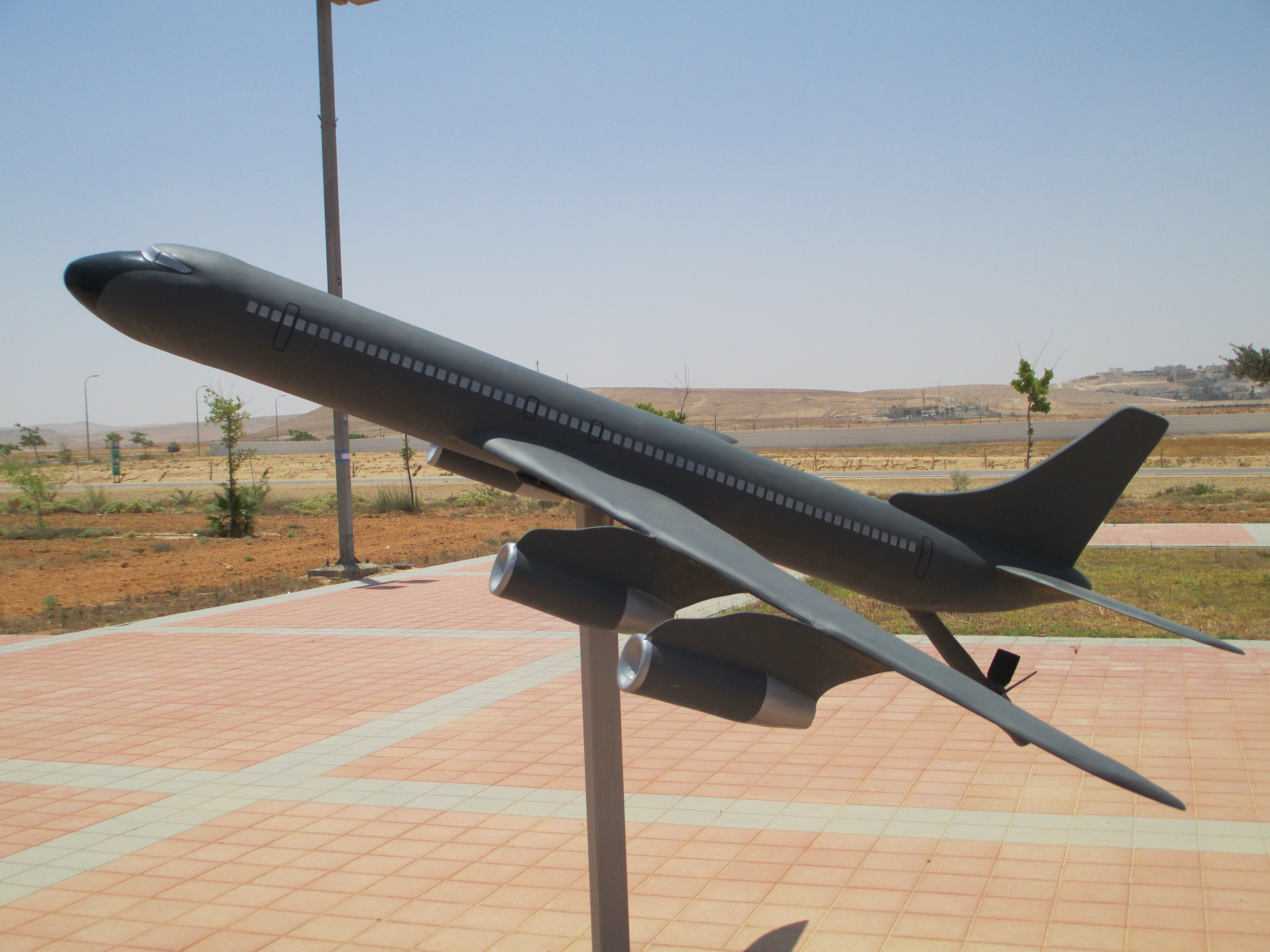
تمثال طائرة في القاعدة
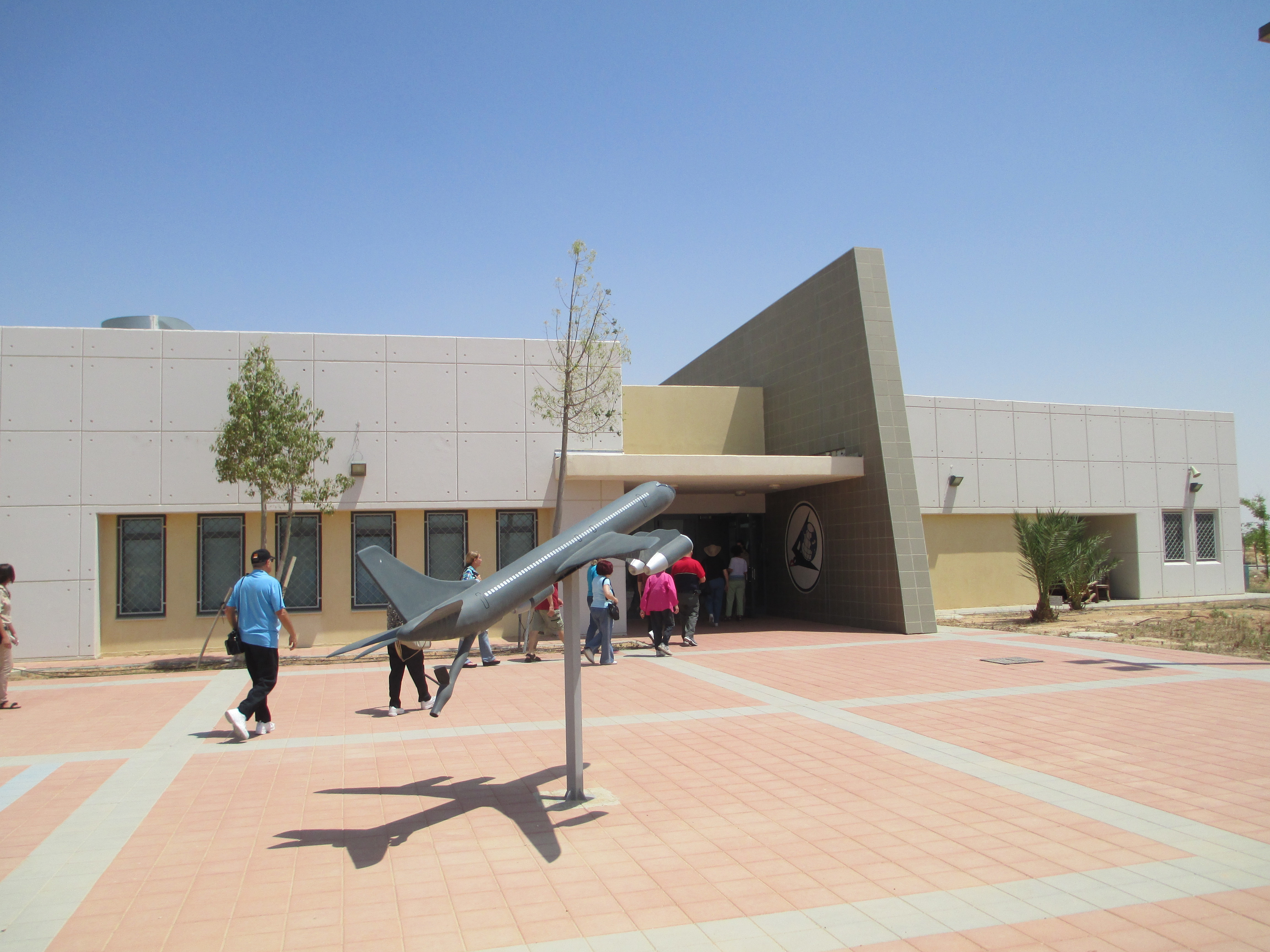
زوار للقاعدة